# 清滝幸次郎
清滝 幸次郎（清瀧 幸次郎、きよたき こうじろう、1903年〈明治36年〉12月31日 - 1984年〈昭和59年〉3月14日）は、日本の政治家（池田市議）、実業家。池田銀行頭取。南海毛糸紡績、宝塚ホテル、能勢電気各取締役。池田商工会議所会頭。元・池田銀行頭取清滝一也は養子。プリンストン大学教授清滝信宏は孫。

## 経歴
大阪府池田市出身。清瀧辰吉の六男。伯父徳兵衛の養子となり1930年、家督を相続。1928年、京都帝国大学経済学部を卒業した。
1930年7月、池田実業銀行取締役に選ばれ同年9月1日頭取に就任した。1951年、池田銀行頭取に就任した。

## 人物
趣味はゴルフ、旅行、登山、読書、運動。宗教は真宗、仏教。大阪府在籍で、住所は大阪府池田市城南。

## 家族・親族
清滝家
- 養父・徳兵衛（1860年 - ?、清瀧徳兵衛の長男、池田実業銀行頭取[6]、大阪府平民[8]、青物商[9]、乾物砂糖商、資産家[9]）
- 養母・ナカ（1858年 - ?、大阪、田中杢兵衛の二女）[2]
- 妻・きみ（1907年 - ?、大阪、奥田富太郎の長女）[4][5]
- 養子・一也[1]（1924年 - 2024年、池田銀行頭取）
- 長女（養子一也の妻）[1]
- 二女（山田安邦の妻）[1]
- 三女[1][5]
- 四女[1]

親戚
- 上山薫（内外除虫菊社長） - 養子一也の父[1]。
- 太田宇兵衛（履物商、大阪府多額納税者）
- 山田輝郎（ロート製薬会長） - 二女の夫の父。
- 山田安邦（ロート製薬会長） - 二女の夫。